# Albert Whitlock
Albert Whitlock (* 15. September 1915 in London, England; † 26. Oktober 1999 in Santa Barbara, Kalifornien) war ein britischer Matte-Painting-Künstler.

## Leben
Whitlock begann seine Filmkarriere Ende der 1920er Jahre bei den Gaumont Studios in London. Nach verschiedenen Hilfstätigkeiten arbeitete er 1934 erstmals mit Alfred Hitchcock; zunächst als Spezialeffekt-Assistent an Der Mann, der zuviel wußte und im Jahr darauf bei Die 39 Stufen als Kulissenmaler. Dies war der Beginn einer langjährigen Zusammenarbeit, insgesamt arbeitete Whitlock an zwölf Filmen Hitchcocks bis hin zu dessen letzten Film Familiengrab von 1976.
Nach dem Ende des Zweiten Weltkriegs erhielt Whitlock eine Anstellung bei Walt Disney, woraufhin er in die Vereinigten Staaten zog. Er blieb sieben Jahre bei Disney und wechselte 1961 zu Universal Studios. 1966 erstellte er für die Fernsehserie Raumschiff Enterprise die Kulisse des verlassenen Planeten Delta Vega. Für den Katastrophenfilm Erdbeben erstellte er 70 gemalte Kulissen und erhielt hierfür den Special Achievement Award. Im darauf folgenden Jahr wurde er für Die Hindenburg erneut mit dem Special Achievement Award ausgezeichnet. Er blieb bis zu seiner Pensionierung 1985 bei Universal und arbeitete danach noch gelegentlich als Berater, unter anderem für Joe Dantes Gremlins 2 – Die Rückkehr der kleinen Monster. Whitlock zählte fast sechs Jahrzehnte lang zu den führenden Matte Painting-Künstlern und wirkte an über 150 Filmen mit.

## Filmografie (Auswahl)
- 1934: Der Mann, der zuviel wußte (The Man Who Knew Too Much)
- 1935: Die 39 Stufen (The 39 Steps)
- 1936: Sabotage
- 1938: Eine Dame verschwindet (The Lady Vanishes)
- 1950: So ist das Leben (Trio)
- 1952: Weiße Frau im Dschungel (The Planter’s Wife)
- 1954: 20.000 Meilen unter dem Meer (20000 Leagues Under the Sea)
- 1963: Die Vögel (The Birds)
- 1964: Monsieur Cognac (Wild and Wonderful)
- 1964: Marnie
- 1965: Das Narrenschiff (Ship of Fools)
- 1965: Die 27. Etage (Mirage)
- 1965: New York Expreß (Blindfold)
- 1966: Der zerrissene Vorhang (Torn Curtain)
- 1967: Als Jim Dolan kam (Rough Night in Jericho)
- 1967: Die Gewaltigen (The War Wagon)
- 1967: Tobruk
- 1968: Funny Girl
- 1968: Nur noch 72 Stunden (Madigan)
- 1969: Topas (Topaz)
- 1970: Catch-22 – Der böse Trick (Catch-22)
- 1970: Colossus (Colossus: The Forbin Project)
- 1971: Im Morgengrauen brach die Hölle los (Raid on Rommel)
- 1971: Heißes Gold aus Calador (One More Train to Rob)
- 1971: Andromeda – Tödlicher Staub aus dem All (The Andromeda Strain)
- 1971: James Bond 007 – Diamantenfieber (Diamonds Are Forever)
- 1972: Frenzy
- 1973: Oklahoma Crude
- 1973: Der Clou (The Sting)
- 1973: Papillon
- 1974: Erdbeben (Earthquake)
- 1974: Ein Computer wird gejagt (The Questor Tapes)
- 1975: Die Hindenburg (The Hindenburg)
- 1975: Funny Lady
- 1976: Familiengrab (Family Plot)
- 1977: Achterbahn (Rollercoaster)
- 1977: Mel Brooks’ Höhenkoller (High Anxiety)
- 1977: Verschollen im Bermuda-Dreieck (Airport ‘77’)
- 1980: Blues Brothers (The Blues Brothers)
- 1981: Mel Brooks – Die verrückte Geschichte der Welt (History of the World: Part I)
- 1982: Das Ding aus einer anderen Welt (The Thing)
- 1982: Victor/Victoria (Victor Victoria)
- 1983: Psycho II
- 1984: Der Wüstenplanet (Dune)
- 1987: Mel Brooks’ Spaceballs (Spaceballs)
- 1988: Der Prinz aus Zamunda (Coming to America)
- 1989: Millennium – Die 4. Dimension (Millennium)
- 1990: Gremlins 2 – Die Rückkehr der kleinen Monster (Gremlins 2: The New Batch)

## Auszeichnungen
- 1968: Oscar-Nominierung für Tobruk
- 1975: Special Achievement Award für Erdbeben
- 1976: Special Achievement Award für Die Hindenburg
- 1979: Saturn-Award-Nominierung für The Wiz
- 1985: Emmy für Anno Domini – Kampf der Märtyrer